# Port lotniczy Khong
Port lotniczy Khong (IATA: KOG, ICAO: VLKG) – port lotniczy położony w Muang Khong w Laosie.

## Linie lotnicze i połączenia
- Lao Airlines (Wientian)